# Liste der österreichischen 500-Schilling-Gedenkausgaben
Von 1980 bis 2001 stellte das Österreichische Hauptmünzamt 500-Schilling-Gedenkmünzen her. Ab dem 1. März 2002 war keine Verwendung mehr zum Nennwert möglich, da der Euro in Österreich eingeführt wurde. Die Münzen sind jedoch ohne Begrenzung zum Nennwert eintauschbar.

## Übersicht der 500-Schilling-Gedenkausgaben

### Unterschiedliche Wertseiten der 500-Schilling-Ausgaben
Für die Silbermünzen war bis 1988, also für die ersten 34 Ausgaben, immer dasselbe Design für die Wertseite in Gebrauch. Alle weiteren 26 Ausgaben haben verschiedene Wertseiten.

Erste Version, in Gebrauch von 1980 bis 1988, Entwurf von Edwin Grienauer

### Übersicht der einzelnen Ausgaben
Übersicht über die geprägten Exemplare der 500-Schilling-Münze:
| Abbildung | Abbildung                                                                          | Anlass ggf. Erläuterung der Darstellung | Ausgabe- datum     | Entwurf der Bildseite                              | Geprägte Auflage | Geprägte Auflage | Geprägte Auflage |
| Wertseite | Bildseite                                                                          | Anlass ggf. Erläuterung der Darstellung | Ausgabe- datum     | Entwurf der Bildseite                              | stgl             | hgh              | PP               |
| --- | ---------------------------------------------------------------------------------- | --------------------------------------- | ------------------ | -------------------------------------------------- | ---------------- | ---------------- | ---------------- |
| Material: 64,0 % Silber, 36,0 % Kupfer – Münzdurchmesser: 38 mm – Raugewicht: 24 g - Feingewicht 15,36 g Randschrift: in erhabenen Zeichen sechsmal die Zahl „500“ mit dazwischen liegenden Verzierungen |                                                                                    |                                         |                    |                                                    |                  |                  |                  |
| |                                                                                    | 1000 Jahre Steyr                        | 10. April 1980     | Hans Köttenstorfer                                 | 825.800          | 63.000           | 111.200          |
| | 25 Jahre Staatsvertrag                                                             | 13. Mai 1980                            | A. Zemann          | 787.000                                            | 79.000           | 134.000          |                  |
| | 200. Todestag von Maria Theresia                                                   | 9. September 1980                       | Kurt Bodlak        | 842.000                                            | 86.400           | 171.600          |                  |
| | 100 Jahre Österreichisches Rotes Kreuz                                             | 20. November 1980                       | Kurt Bodlak        | 860.000                                            | 90.000           | 200.000          |                  |
| | 800 Jahre Verduner Altar in Klosterneuburg                                         | 17. März 1981                           | Kurt Bodlak        | 865.000                                            | 85.000           | 200.000          |                  |
| | 100. Geburtstag von Anton Wildgans                                                 | 26. Mai 1981                            | Ferdinand Welz     | 911.200                                            | 72.000           | 166.800          |                  |
| | 100. Geburtstag von Otto Bauer                                                     | 7. Juli 1981                            | Alfred Zierler     | 929.000                                            | 65.000           | 156.000          |                  |
| | 200 Jahre Toleranzpatent                                                           | 13. Oktober 1981                        | Wolfgang Pichl     | 792.000                                            | 60.000           | 148.000          |                  |
| | 1500. Todesjahr von St.Severin                                                     | 16. März 1982                           | Friedrich Mayr     | 837.400                                            | 42.600           | 120.000          |                  |
| | 500 Jahre Druck in Österreich                                                      | 7. Mai 1982                             | Kurt Bodlak        | 589.600                                            | 42.200           | 118.200          |                  |
| | 825 Jahre Mariazell                                                                | 6. Juli 1982                            | Fritz Tiefenthaler | 589.600                                            | 41.600           | 118.800          |                  |
| | 80. Geburtstag von Leopold Figl                                                    | 1. Oktober 1982                         | Alfred Zierler     | 344.000                                            | 39.600           | 116.400          |                  |
| Material: 92,5 % Silber, 7,5 % Kupfer – Münzdurchmesser: 37 mm – Raugewicht: 24 g - Feingewicht 22,2 g Randschrift: glatt, mit vertiefter Inschrift „FUENFHUNDERT SCHILLING“                             |                                                                                    |                                         |                    |                                                    |                  |                  |                  |
| |                                                                                    | Weltcupfinale der Springreiter          | 15. April 1983     | Thomas Pesendorfer                                 | 313.800          | 53.800           | 132.400          |
| | 100 Jahre Wiener Rathaus                                                           | 21. Juni 1983                           | Kurt Bodlak        | 412.000                                            | 54.200           | 133.800          |                  |
| | Österreichischer Katholikentag                                                     | 6. September 1983                       | Fritz Tiefenthaler | 600.000                                            | 60.000           | 140.000          |                  |
| | 100 Jahre Parlamentsgebäude                                                        | 29. November 1983                       | Werner Kugler      | 403.000                                            | 59.600           | 137.400          |                  |
| | 175. Jahrestag des Tiroler Freiheitskampfes                                        | 20. Februar 1984                        | Alfred Zierler     | 392.200                                            | 63.200           | 144.600          |                  |
| | 100 Jahre Bodenseeschifffahrt                                                      | 19. Juni 1984                           | Kurt Bodlak        | 394.800                                            | 63.000           | 142.200          |                  |
| | 700 Jahre Stift Stams                                                              | 2. Oktober 1984                         | Alfred Zierler     | 403.600                                            | 58.400           | 138.000          |                  |
| | 100. Todestag von Fanny Elßler                                                     | 27. November 1984                       | Fritz Tiefenthaler | 407.200                                            | 57.600           | 135.200          |                  |
| | 400 Jahre Karl-Franzens-Universität Graz                                           | 5. März 1985                            | Kurt Bodlak        | 431.000                                            | 50.000           | 119.000          |                  |
| | 40 Jahre Frieden in Österreich                                                     | 7. Mai 1985                             | Alfred Zierler     | 336.800                                            | 47.200           | 116.000          |                  |
| | 2000 Jahre Bregenz                                                                 | 22. Juli 1985                           | Kurt Bodlak        | 341.800                                            | 46.000           | 112.200          |                  |
| | 500 Jahr-Feier der Heiligsprechung des Markgrafen Leopold III.                     | 14. November 1985                       | Christa Reiter     | 341.600                                            | 46.600           | 111.800          |                  |
| | 250. Todestag des Prinzen Eugen von Savoyen                                        | 22. April 1986                          | Thomas Pesendorfer | 359.200                                            | 41.200           | 99.600           |                  |
| | 500 Jahre Haller Taler                                                             | 13. Juni 1986                           | Kurt Bodlak        | 359.800                                            | 41.200           | 99.000           |                  |
| | 300 Jahre Barockstift St.Florian                                                   | 9. September 1986                       | Kurt Bodlak        | 263.800                                            | 39.400           | 96.800           |                  |
| | Wiener Folgetreffen der Konferenz für Sicherheit und Zusammenarbeit in Europa KSZE | 4. November 1986                        | Josef Kaiser       | 162.000                                            | 40.600           | 97.400           |                  |
| | Wolf Dietrich von Raitenau                                                         | 7. April 1987                           | Josef Fösleitner   | 157.600                                            | 48.800           | 93.600           |                  |
| | 150 Jahre Eisenbahn in Österreich                                                  | 26. Mai 1987                            | Alfred Zierler     | 152.000                                            | 53.200           | 94.800           |                  |
| | 800 Jahre Stiftskirche in Heiligenkreuz                                            | 17. September 1987                      | Werner Kugler      | 153.200                                            | 52.000           | 94.800           |                  |
| | 850 Jahre Benediktinerabtei St.Georgenberg-Fiecht                                  | 14. April 1988                          | Alfred Zierler     | 159.000                                            | 52.800           | 88.200           |                  |
| | Papstbesuch in Österreich                                                          | 21. Juni 1988                           | Ferdinand Welz     | 157.600                                            | 53.600           | 88.800           |                  |
| | Einigungsparteitag in Hainfeld                                                     | 8. November 1988                        | Werner Kugler      | 160.800                                            | 52.400           | 86.800           |                  |
| |                                                                                    | Gustav Klimt                            | 23. Mai 1989       | Alfred Zierler                                     | 183.600          | 53.000           | 88.000           |
| |                                                                                    | Koloman Moser                           | 14. November 1989  | Herbert Wähner                                     | 176.000          | 52.000           | 88.000           |
| |                                                                                    | Egon Schiele                            | 24. April 1990     | Thomas Pesendorfer                                 | 200.000          | 46.600           | 81.800           |
| |                                                                                    | Oskar Kokoschka                         | 16. Oktober 1990   | Werner Kugler                                      | 200.000          | 45.200           | 81.000           |
| |                                                                                    | Herbert von Karajan                     | 13. Juni 1991      | Herbert Wähner                                     | 85.600           | 40.000           | 74.400           |
| |                                                                                    | Karl Böhm                               | 25. September 1991 | Herbert Wähner                                     | 88.600           | 40.000           | 71.400           |
| |                                                                                    | Gustav Mahler                           | 17. Juni 1992      | Herbert Wähner                                     | 99.000           | 37.000           | 64.000           |
| |                                                                                    | Richard Strauss                         | 25. November 1992  | Herbert Wähner                                     | 101.100          | 36.000           | 62.900           |
| |                                                                                    | Seenregion                              | 25. Mai 1993       | Thomas Pesendorfer                                 | 180.000          | 31.200           | 60.000           |
| |                                                                                    | Alpenregion                             | 4. November 1993   | Herbert Wähner                                     | 180.000          | 30.600           | 60.000           |
| |                                                                                    | Pannonische Region                      | 13. April 1994     | Herbert Wähner                                     | 160.000          | 28.800           | 55.000           |
| |                                                                                    | Flussregion                             | 19. Oktober 1994   | Thomas Pesendorfer                                 | 160.000          | 27.800           | 55.000           |
| |                                                                                    | Hügellandschaft                         | 3. Mai 1995        | Herbert Wähner                                     | 80.000           | 25.000           | 55.000           |
| |                                                                                    | Alpenvorlandschaft                      | 21. September 1995 | Thomas Pesendorfer                                 | 86.000           | 24.000           | 50.000           |
| |                                                                                    | Mühlviertel                             | 21. März 1996      | Thomas Pesendorfer                                 | 85.000           | 25.000           | 50.000           |
| |                                                                                    | Städte                                  | 14. November 1996  | Herbert Wähner                                     | 85.000           | 25.000           | 50.000           |
| |                                                                                    | Kunstschmied                            | 20. März 1997      | Thomas Pesendorfer                                 | 55.000           | 25.000           | 45.000           |
| |                                                                                    | Steinmetz                               | 25. September 1997 | Thomas Pesendorfer                                 | 55.000           | 25.000           | 45.000           |
| |                                                                                    | Buchdruck                               | 16. April 1998     | Thomas Pesendorfer (WS) a, Herbert Wähner (BS) b   | 68.000           | 17.000           | 40.000           |
| |                                                                                    | Goldschmied                             | 11. November 1998  | Andreas I. Zanaschka (WS), Herbert Wähner (BS)     | 73.000           | 17.000           | 35.000           |
| |                                                                                    | Rosenburg                               | 14. April 1999     | Thomas Pesendorfer (WS), Andreas I. Zanaschka (BS) | 77.000           | 15.000           | 33.000           |
| |                                                                                    | Burg Lockenhaus                         | 15. September 1999 | Thomas Pesendorfer                                 | 77.000           | 15.000           | 33.000           |
| |                                                                                    | Burg Hochosterwitz                      | 10. Mai 2000       | Andreas I. Zanaschka (WS), Thomas Pesendorfer (BS) | 49.000           | 15.000           | 31.000           |
| |                                                                                    | Burg Hohenwerfen                        | 11. Oktober 2000   | Thomas Pesendorfer (WS), Herbert Wähner (BS)       | 50.000           | 15.000           | 30.000           |
| |                                                                                    | Festung Kufstein                        | 9. Mai 2001        | Thomas Pesendorfer                                 | 50.000           | 15.000           | 30.000           |
| |                                                                                    | Schattenburg                            | 10. Oktober 2001   | Andreas I. Zanaschka (WS), Helmut Andexlinger (BS) | 37.000           | 15.000           | 43.000           |

Die 500-Schilling-Münzen ab 1993 gehörten der Serie Österreich und sein Volk an.